# Uburhedlaren
Uburhedlaren  är en naturlig klippsal i Oltedal Norge, skapad av stort nedfallande klippblock som lagt sig på andra klippblock, och det bildade utrymmet under är ca 150kvm stort med ståhöjd. Det stora klippblocket är ca 30 meter långt, 12-15 meter brett och 7-8 meter tjockt.

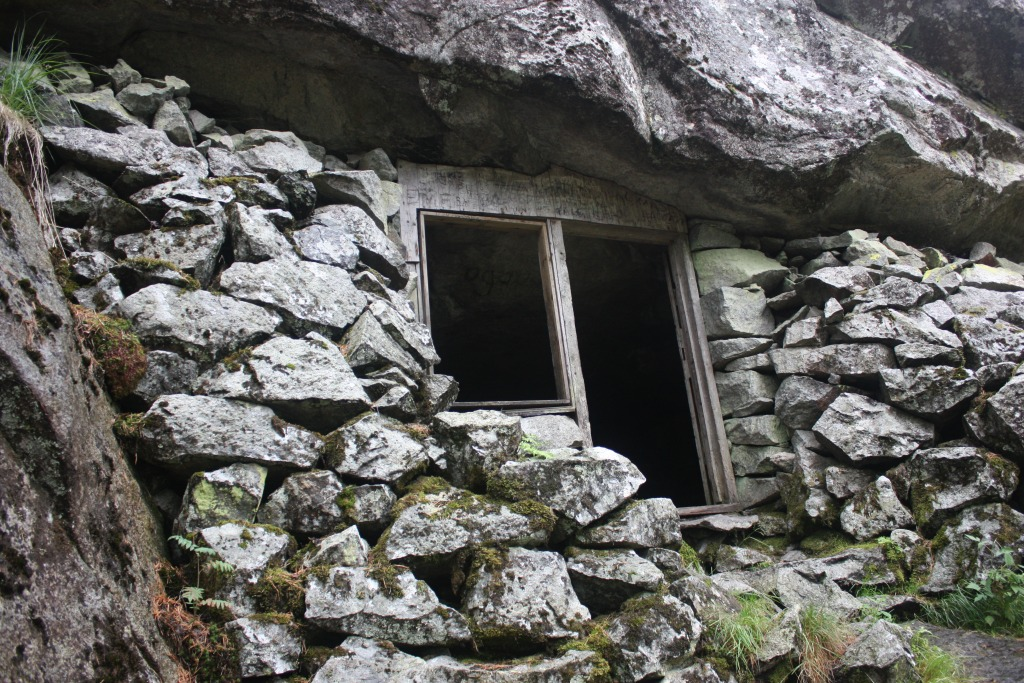
Ingången till Uburhedlaren, Norge

Detta naturfenomen var relativt okänt av de flesta i dalen tills det blev ett naturligt skyddsrum för ett stort antal människor i april 1940 när tyskar styrkor invaderade Norge under andra världskriget, och som mest handlade det om 80 personer som tog skydd i detta utrymme under 3 dagar, den yngsta 2 månader till den äldsta på 82år. Utrymmet bestod då av klippblocks golv och det var svårt hitta något bra utrymme för vila samt var givetvis kallt och obehagligt. Senare under kriget så gjorde A/S Svanedal Ullvarefabrikk omfattande arbete invändigt för att jämna ut golvet, täta till och göra det lämpligt för större antal människor.

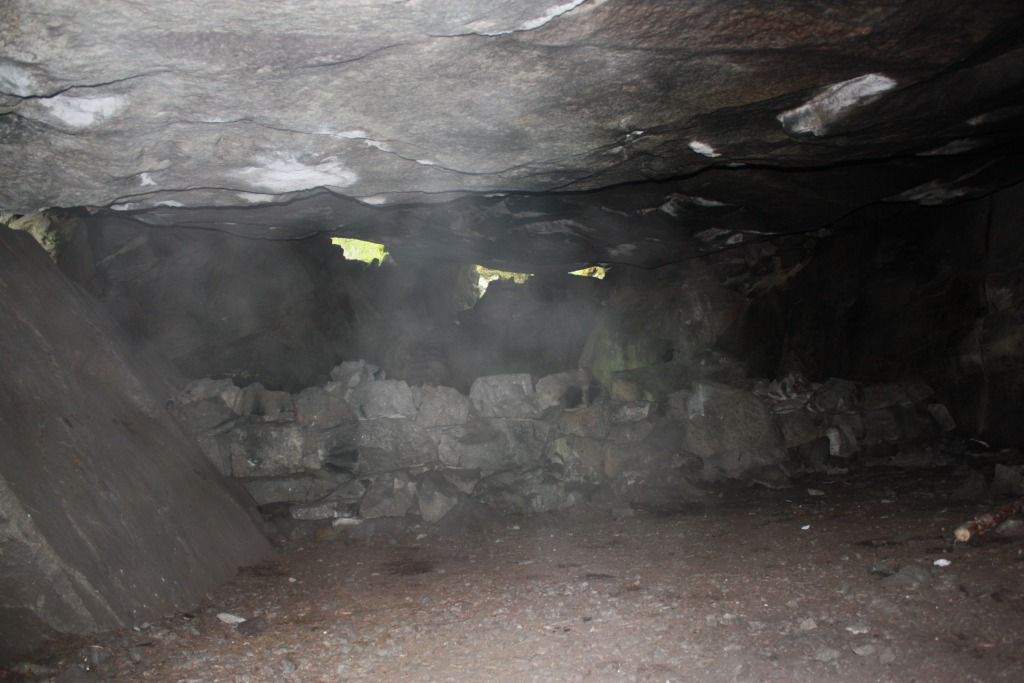
Inne i klippsalen Uburhedlaren

Vandringsled dit är skyltad och har byggda trätrappor. 